# Košute
Košute su selo u Cetinskoj krajini u Hrvatskoj. U sastavu su grada Trilja u Splitsko-dalmatinskoj županiji. 
Prvi poznati spomen Košuta u obliku Kosswthy nalazi se u darovnici ugarsko-hrvatskog kralja Matijaša Korvina od 25. srpnja 1480. godine.

## Stanovništvo
Prema popisu iz 2021. godine Košute imaju 1666 stanovnika. 
Apsolutno većinsko i jedino autohtono stanovništvo ovog sela su Hrvati, a većina stanovništva izjasnila se kao pripadnici Rimokatoličke crkve. 
| broj stanovnika | 424   | 717   | 396   | 682   | 766   | 862   | 1419  | 1042  | 1184  | 1278  | 1429  | 1659  | 1666  | 2122  | 1752  | 1740  | 1667  |
|                 | 1857. | 1869. | 1880. | 1890. | 1900. | 1910. | 1921. | 1931. | 1948. | 1953. | 1961. | 1971. | 1981. | 1991. | 2001. | 2011. | 2021. |

## Povijest
U blizini zaseoka Dodiga nalazi se napušteni rudnik iz kojega se do 1970-ih vadio lignit. Isti je 1942. napadnut od strane pripadnika NOVJ koji su onesposobili mehanizaciju potrebnu za vađenje budući se ugljen iz rudnika isporučivao okupatorskim snagama.

## Znamenitosti
- Križ na Biloj glavici

## Gospodarstvo
Stanovništvo se nekada bavilo poljoprivredom i uzgojem stoke. Danas se sve više napuštaju ove djelatnosti.

## Poznate osobe
- don Josip Dukić, hrvatski rimokatolički svećenik Splitsko-makarske nadbiskupije, crkveni povjesničar, kulturni djelatnik, kulturni preporoditelj triljskog kraja
- Mihovil Župa - Alkar, debitant i pobjednik 306. Sinjske Alke[6]

## Vjerski život
- Košute su nekada zajedno s naseljima Vedrine i Trilj sačinjavale župu sv. Mihovila arkanđela, a odlukom nadbiskupa splitsko-makarskog, Marina Barišića, 20. kolovoza 2012. postaju samostalna župa Presvetog Srca Isusova Košute.
- Iz Košuta potječe 26 svećenika i 45 časnih sestara
- U Košutima su od 1966. godine prisutne i Služavke Malog Isusa
- Osnovan je i Mješoviti zbor, kojeg predvodi č.s. Mila Deak, Zbor mladih i Dječji zbor